# ساركومير

بروتينات القُسَيم العضلي

القُسَيْم العضلي (بالإنجليزية: Sarcomere)‏ (نقحرة: ساركومير) هو مصطلح يعود إلى الوحدة الوظيفية للييفة العضلية. ويوجد القُسَيم العضلي في اللييفة العضلية للعضلات الهيكلية المخططة والعضلات القلبية (بينما العضلات الملساء لا تترتب بهذه الطريقة).

## تكوينه
يتكون القُسَيم العضلي من مجموعة من البروتينات المعقدة:
- بروتينات على هيئة خيوط دقيقة وهي خيوط الأكتين.
- بروتينات تدعى بالخيوط السميكة وهي خيوط المايوسين.

## ترتيب القُسَيم العضلي
يعرف القُسَيم العضلي بالمسافة بين خطين زي (بالإنجليزية: Z-line)‏ والذي يمكن رؤيته عن طريق الميكروسكوب الإلكتروني.
وتقع خيوط المايوسين بين خطي زي Z، ومن أجل انقباض العضلة لابد من انزلاق خيوط الأكتين فوق خيوط المايوسين واقتراب خطي زي من بعضهما البعض فتقصر اللييفة العضلية ويتم انقباض العضلة ككل.

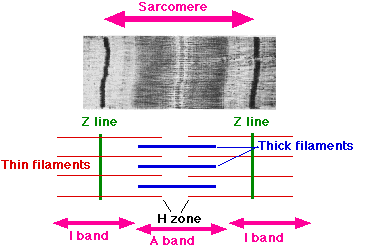
صورة بالمجهر الإلكتروني تبين تركيب القُسَيم العضلي

صورة توضح الخطوط المختلفة في القُسَيم العضلي

## اقرأ أيضا
- عضلة
- ساركوبلازم
- نظرية الخيط المنزلق